# Rockyhock (Carolina del Norte)
Rockyhock es un pueblo ubicado en el condado de Chowan en el estado estadounidense de Carolina del Norte.

## Geografía
Rockyhock se encuentra ubicado en las coordenadas 36°10′52″N 76°41′34″O / 36.18111, -76.69278.